# Света Параскева (Загливери)
Вижте пояснителната страница за други значения на Света Параскева.
„Света Параскева“ (на гръцки: Ἱερός Ναός Ἁγίας Παρασκευής) е православна църква в село Загливери, Халкидики, Гърция, енорийски храм на Йерисовската, Светогорска и Ардамерска епархия.
Църквата е разположена на няколко километра южно от селото, край пътя за Петрокераса (Равна). Сградата е византийска постройка. В 1983 година е обявена за паметник на културата.